# 일반상대론의 수학적 공식화 개론
일반 상대성 이론의 기반이 되는 수학은, 전자기학이나 뉴턴역학에 필요한 수학에 비해 어렵다. 뉴턴의 운동 이론에서는, 물체의 길이 및 시간(보다 정확하게는, 시간이 흐르는 속도)은 물체가 가속되는 동안에도, 일정하게 유지된다. 이는 뉴턴 역학에서의 많은 문제들이 대수(algebra) 만을 사용하여 풀 수 있음을 의미한다. 하지만, 상대론에서는, 물체의 속도가 빛의 속도에 가까워 질수록, 물체의 길이와 시간은 모두 상당히 변하게 되며, 따라서, 물체의 움직임을 계산하기 위해서는, 더 많은 변수와 더 복잡한 수학이 필요하다. 그 결과로서, 상대론에서는 벡터, 텐서, 슈도 텐서, 및 곡선 좌표와 같은 개념들을 사용하는 것이 필수적이다.

## 벡터와 텐서

### 벡터

전형적인 벡터의 도시.

물리학, 및 공학에서 유클리드 벡터 (종종, 기하 또는 공간 벡터라고 부름 - 여기서는 단순히 벡터라고 함)는 크기 (또는 길이)와 방향을 모두 갖는 기하학적 대상이다. 기하학적 벡터는 점 A를 점 B로 "옮기는"것을 표현했다고도 볼 수 있다. 라틴어 단어 벡터(vector)는 "운반하는 사람"을 의미한다. 벡터의 크기는 두 점 사이의 거리이며, 방향은 A에서 B 로의 변위의 방향을 나타낸다.
수학에 대수적 구조 중 하나인 선형 공간이 있고 이에 대한 대수학을 선형 대수학이라고 한다. 선형공간의 원소들을 벡터라고 부르며, 기하학적 의미가 없는 순수하게 대수학적인 대상이다. 그러나 여기에 내적이라는 구조를 부여한다면 벡터는 길이나 각도 등의 기하학적 의미를 가진다. 물리학, 공학 등에서 사용하는 기하학적 벡터들은 선형 공간의 원소가 될 수 있는 수많은 종류의 대상 가운데 한 예시이다. (덧셈, 뺄셈, 곱셈, 및 부정과 같은) 실수에 대한 수많은 대수적 연산은 기하학적 벡터에 대해서도 비슷하며, 교환, 결합, 및 분배 법칙들과 같은 친숙한 대수적 법칙들을 준수한다.

### 텐서

2차 텐서인 스트레스 텐서. 스트레스는 상자의 표면들 각각에서 일련의 벡터들로서 도시되었다.

텐서는 선형공간들의 곱공간의 원소이다. 텐서는 벡터의 개념을 추가 차수로 확장시킨다.(벡터의 차원과 같은 의미가 아니다.) 스칼라(즉 방향이없는 단순 숫자)는 그래프에 점(즉, 0 차 객체)으로 표시된다. 크기와 방향을 가진 벡터는 그래프에 선(즉, 1 차 객체)으로 표시된다. 텐서 (tensor)는 이 개념을 추가적인 차수로 확장시킨다. 벡터보다 한 차수 높은 대상을 2차 텐서라고 하며 주로 행렬로 표현한다. 2차 텐서는, 평면 상에서 여러 방향으로 움직이는, 일련의 관련된 벡터들로 볼 수 있다.

### 응용
벡터는 물리학에서 필요한 가장 근본적인 수학적 구조다. 벡터는 크기와 방향을 모두 갖는 물리량(예를 들면, 속도)을 나타내기 위해 사용될 수 있다. 예를 들어, (양의 y 축이 '위쪽' 방향인 2 차원에서) 위쪽으로 초당 5 미터의 속도는 벡터 (0, 5)로 나타낼 수 있다. 벡터를 통해 표현되는 또 다른 양은 '힘'이다. 벡터는 (변위, 가속도, 운동량, 및 각운동량과 같은) 다른 많은 물리량들을 나타내기 위해 사용된다. (전기장 및 자기장과 같은) 다른 물리적 벡터들은 물리적 공간의 각 지점에서의 벡터들의 시스템으로 표현된다. 즉, 벡터 필드이다.
텐서는 물리학에서 광범위하게 사용된다.
- 전자기에서의 전자기 텐서(또는 패러데이 텐서)
- 연속체 역학에서, 변형을 기술하기 위한 유한 변형 텐서 및 스트레인에 대한 스트레인 텐서
- 이방성 매질에서, 유전율 및 전기적 자화율은 텐서임.
- 운동량 플럭스를 나타내는 데 사용되는, 일반 상대론에서의 스트레스-에너지 텐서
- 구형 텐서 연산자는 구 좌표계에서 양자적 각-운동량 연산자의 고유 함수임.
- (확산 텐서 이미징의 기초인) 확산 텐서는 생물학적 환경에서의 확산 속도를 나타냄.

### 차원
일반 상대성 이론에서는, 4차원 시공간을 다루므로, 4차원 텐서 또는 4 벡터가 필요하다. 이러한 네 가지 차원들은 길이, 높이, 너비, 및 시간이다. 이 문서에서, "점(point)"은 위치와 시간을 모두 갖는 이벤트이다. 벡터와 마찬가지로, 상대론에서의 텐서는 4개의 차원을 필요로 한다. 그것의 한 예는 리만 곡률 텐서이다.

### 좌표 변환

벡터 v 가 두 좌표 그리드들 ex 및 er 을 사용하여 도시되었다. 공간에는, 사용할 수 있는 뚜렷한 그리드는 없다. 이는 좌표계가 관찰자의 위치 및 방향에 따라 변한다는 것을 의미한다. 이 그림에서, 관찰자 ex 및 er 은 다른 방향을 향하고 있다.
여기서, 우리는 ex 및 er 가 상기 벡터를 다르게 보고 있음을 알 수 있다. 상기 벡터의 방향은 같다. 하지만, ex에게는, 상기 벡터는 자신의 왼쪽으로 움직이고 있다. er 에게는, 상기 벡터가 자신의 오른쪽으로 움직이고 있다.

벡터는 종종 보조 좌표계 또는 기준 프레임에 의존하는 튜플(즉, 숫자 목록)을 사용하여 기재된다. 좌표들이 좌표계의 회전 또는 늘림에 의해 변환되면, 벡터의 성분들 역시 변환하게 된다. 벡터 자체는 바뀌지 않더라도, 기준 프레임이 바뀌면, 벡터의 성분들 (또는 기준 프레임에 대해 얻어진 측정 값들)은 이를 상쇄하기 위해 바뀌어야 한다.
벡터는, 벡터의 성분에서의 변환이 좌표에서의 변환과 어떻게 관련되는지에 따라, 공변적 또는 반변적이라 불린다.
- 반변 벡터들은 (변위와 같은) 거리의 단위를 갖거나 (속도 또는 가속도와 같은) 거리와 어떤 다른 단위위 곱의 단위를 갖는 통상의 벡터들이다. 예를 들면, 단위가 미터에서 밀리미터로 바뀌면, 1m의 변위는 1000mm가 된다.
- 반면, 공변 벡터들은 (그래디언트와 같이) 거리-분의-일의 단위를 갖는다. 예를 들어, 다시 미터에서 밀리미터로 바뀌면, 1K/m의 그래디언트는 0.001K/m가 된다.

아인슈타인 표기법에서, 반변 벡터들 및 텐서들의 반변 성분들은 위 첨자(예를 들면, xi)로 표시되고, 공변 벡터들 및 텐서들의 공변 성분들은 아래 첨자 (예를 들면, xi)로 표시된다. 인덱스들은 적절한 행렬 (종종 항등 행렬)에 의한 곱셈에 의해 "올려"지거나 "낮춰"진다.
상대론에 따르면, 우주 안에 하나의 올바른 기준점은 없기 때문에, 좌표 변화는 중요하다. 지구 상에서, 우리는 (지구 전체에 걸쳐 사용되는) 북쪽, 동쪽, 고도와 같은 차원들을 사용한다. 공간의 경우, 그러한 시스템은 유효하지 않다. 명확한 기준 그리드 없으면, 그러한 네 방향을 향함/멀어짐(towards/away), 좌측/우측, 위/아래, 및 과거/미래로서 기술하는 것이 더 정확해진다.
예시적인 사건으로서, 독립 선언문의 서명식을 고려해보자. 레이니어 산 위에서 동쪽을 바라보는 현대의 관찰자에게, 그 사건은 전방, 오른쪽, 아래인 곳에서 그리고 과거에 일어난 일이다. 하지만, 중세 영국에 살면서 북쪽을 바라보는 관찰자에게, 그 사건은 뒤쪽, 왼쪽, 위도 아래도 아닌 곳에서, 미래에 일어날 일이다. 그 사건 자체는 변하지 않았지만, 관찰자의 위치는 변하였다.

## 기울어진 축
기울어진 좌표계는 축들이 서로 직교할 필요는 없다. 즉, 축들은 직각이 아닌 각도들로 만난다. 앞서 기술된 좌표 변환을 사용할 때, 새로운 좌표계는 이전 좌표계에 비해 기울어진 축들을 갖는 것처럼 보일 것이다.

## 비텐서
비 텐서 (nontensor)는 인덱스의 올림 및 내림에서 텐서처럼 동작하는 텐서-비슷한 양이지만, 좌표 변환을 통해 텐서처럼 변환하지는 않는다. 예를 들어, 좌표가 선형으로 변하지 않으면 크리스토펠 기호들은 텐서 그 자체일 수는 없다.
일반 상대성 이론에서 중력장의 에너지와 운동량은 에너지 - 운동량 텐서를 통해 기술될 수는 없다. 대신, 제한된 좌표 변환에 대해서만 텐서로 동작하는 대상들을 도입할 수 있다. 엄밀히 말하면 그런 대상들은 전혀 텐서가 아니다. 그러한 가짜 텐서의 유명한 예로는 Landau-Lifshitz 슈도텐서가 있다.

## 곡선 좌표들 및 휘어진 시공간

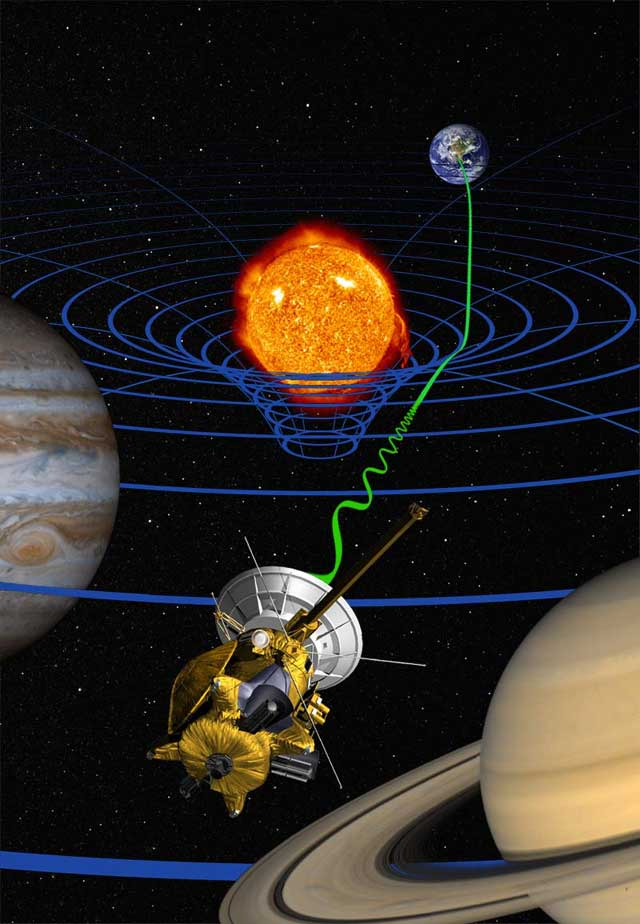
카시니 우주 탐사선을 이용한, 일반상대론에 대한 고정밀 테스트(작가의 상상도): 지구와 탐사선 사이에 보내진 신호(녹색 파동)은 태양의 질량에 의한 공간-및-시간(청색 선들)의 구부러짐에 의해 지연된다. 즉, 태양의 질량은 규칙적인 그리드 좌표계(청색)이 뒤틀려지도록 그리고 곡률을 갖도록 만든다. 신호는 이러한 곡률을 따라서 태양쪽으로 움직인다.

곡선 좌표들은 축들 사이의 각도가 점마다 바뀔 수 있는 좌표들이다. 이 말은 (직선들의 그리드를 갖는 대신) 그리드가 곡률을 갖는다는 것을 의미한다.
이것의 좋은 예는 지구의 표면이다. 많은 지도들에서 동서남북이 단순한 정사각형 그리드로서 묘사되지만, 이는 사실이 아니다. 대신, 남북으로 달리는 경도선들은 휘어져 있으며 북극에서 만나게 된다. 이는 지구가 편평하지 않고, 휘어져있기 때문이다.
일반 상대성 이론에서, 중력은 사차원의 우주 상에서 곡률 효과를 갖는다. 잡아늘려진 고무 판 상에 그 판이 아래 쪽으로 휘어지도록 무거운 물체를 놓는 것은 이에 대한 일반적인 유비이다. 이는 그 물체를 둘러싼 좌표계를 곡선화하며, 이는 우주 안의 물체가 그것이 들어있는 좌표계를 곡선화하는 것과 상당히 비슷하다. 휘어진 2차원 표면을 기술하는데 사용되는 3차원 대신, 4차원의 휘어진 좌표들이 사용되기 때문에, 여기에서의 수학은 개념적으로 지구 상에서 보다 훨씬 복잡하다.

## 평행 이동

예: 2차원에 넣어진 3차원 공의 한 원을 따라 만들어진 평행 변위. 반지름 r 인 원이 z^{1} 및 z^{2} 의 좌표들에 의해 기술되는 2차원의 공간에 넣어졌다. 그 원 자체는 2차원 공간에서 y^{1} 및 y^{2} 의 좌표들에 의해 기술될 수 있다. 원 그 자체는 1차원적이며 그것의 원호 길이 x를 통해 기술될 수 있다. 좌표 y 는 y^{1} = r cos x/r 및 y^{2} = r sin x/r의 관계를 통해 좌표 x와 관련지어 진다. 이 관계는 다음을 얻을 수 있다: ∂y^{1}/∂x = −sin x/r 및 ∂y^{2}/∂x = cos x/r. 이 경우, 메트릭은 스칼라이며 다음과 같이 주어진다:g = cos^{2} x/r + sin^{2} x/r = 1. 간격은 다음과 같다: ds^{2} = g dx^{2} = dx^{2}. 이 간격은, 기대했던 것처럼, 단지 원호 길이와 같다.

### 시공간에서의 간격
휘어지지 않은 시공간은 민코프스키 공간이라는 수학적 공간으로 서술 된다. 시공간의 사건은 민코프스키 공간상의 한 점으로 표현된다. 통상적으로 물체들이 움직이는 물리적 공간을 나타내는 유클리드 공간에서 거리와는 다르게, 시공간에서 두 사건들 사이의 간격, 즉 민코프스키 공간에서 거리는 이들 사건들 사이의 공간적 간격 만이 아니라 이들의 시간적 간격을 고려하는, 이들 사이의 불변 간격에 의해 측정된다. 두 사건들 사이의 간격 s2은 다음과 같이 정의된다:
{\displaystyle s^{2}=\Delta r^{2}-c^{2}\Delta t^{2}\,}     (시공간 간격),
여기서 c 는 빛의 속력이고, Δr 과 Δt 은 위 두 사건들 사이의 공간 및 시간 좌표들 각각에서의 차이들을 나타낸다. 위에서 s2 에 대한 부호의 선택은 공간꼴규약 (space-like convention (−+++))에 따른다. Δr2 와 같은 표기는 (Δr)2을 의미한다. s 가 아니라 s2이 간격이라고 불리는 이유는 s2 은 양수, 0, 또는 음수일 수 있기 때문이다.
시공간 간격들은, 두 사건들 사이의 시간적 이격(c2Δt2) 및 공간적 이격(Δr2) 중의 어느 것이 더 큰지에 따라, 세가지 타입들(시간꼴, 빛꼴, 또는 공간꼴; time-like, light-like or space-like)로 분류될 수 있다.
특정한 유형의 세계선들은 (민코프스키 공간에서는 직선들이고 일반상대론의 휘어진 공간에서는 이들의 가장 가까운 유사물들인) 시공간의 측지선이라 불린다. 순전히 시간꼴 경로들의 경우, 측지선들은 두 사건들 사이의 경로를 따라 측정되는, (국소적으로) 가장 큰 이격 (시공간 간격)을 갖는 경로들인 반면, 유클리드 공간 및 리만 다양체들에서의 측지선은 두 점들 사이의 가장 짧은 길이를 갖는 경로들이다. 측지선을 따라가는 운동은 시공간에서 (어떠한 외부 영향으로부터 자유로운) "순수 운동(관성 운동)"으로 생각되기 때문에, 측지선의 개념은 일반 상대론에서 중심적 개념이다.

### 공변 미분
공변 미분(covariant derivative)은 벡터 계산에서의 방향 도함수(directional derivative)의 일반화이다. 방향 도함수와 마찬가지로, 공변 미분은 (1) 점 P에서 정의된 벡터 u (이를 따라 미분이 계산되는) 및 (2) 점 P 주변에서 정의된 벡터장 v 를, 그 입력으로 취하는 규칙으로, 그 출력은 그 점 P 에서의 벡터이다. 통상적인 방향 도함수와의 주된 차이는, 정확한 의미에서, 공변 미분은 그것이 어떤 좌표계에서 표현되는 방식에 독립적이어야 만 한다는 것이다.

### 평행 이동
공변 미분이 주어지면, 점 P에서 시작하는 곡선 γ을 따라 P 에 위치한 벡터 v의 평행 이동을 정의할 수 있다. γ 의 각 점 x 에 대해, x에서의 v의 평행 이동은 x의 함수일 것이며 v(x) 로 쓰여질 수 있다(여기서, v(0) = v). 함수 v는, 곡선 γ를 따른 v(x) 의 공변 미분이 0이라는 요건에 의해, 결정된다. 이는, 상수 함수는 이에 대한 미분이 항상 0이라는 사실과, 유사하다.

### 크리스토펠 기호
공변 미분에 대한 방정식은 크리스토펠 기호를 통해 쓰여질 수 있다. 크리스토펠 기호는 휘어진 4차원의 로렌츠 다양체에 의해 표현되는, 아인슈타인의 일반상대성 이론에서 빈번하게 사용된다. 물질이 존재할 때 시공간의 기하를 결정하는, 아인슈타인 장 방정식들은 리찌 텐서를 포함한다. 리찌 텐서는, 크리스토펠 기호를 통해 표현될 수 있는, 리만 텐서로부터 얻어지기 때문에, 크리스토펠 기호에 대한 계산은 필수적이다. 일단 기하학적 구조가 결정되면, 입자들 및 광선들의 경로들은, 크리스토펠 기호들이 명시적으로 나타나는, 측지선 방정식들을 풂으로써 계산된다.

## 측지선
수학에서 리만 기하학에서 일반적 리만 다양체에 대해 측지선을 정의한다. 일반 상대론에서 질량에 의해 휘어진 시공간의 수학적 틀을 4차원 준 리만 다양체의 특별한 경우인 로런츠 다양체로 설정한다. 이렇게 로런츠 다양체에 일반 상대론적인 의미를 부여하였으므로, 수학에서 정의된 측지선이 일반상대론적 의미를 가지게 된다. 여기서 특정한 측지선은 일반상대론에 의해 다음과 같은 물리학적 의미로 해석된다: 모든 외부의 비중력적 힘들로부터 자유로운, 즉 자유낙하하는 입자의 세계선은 수학적으로 특정한 측지선이다. 즉, 자유롭게 움직이는 또는 자유 낙하하는 입자는 항상 측지선을 따라 움직인다.
일반 상대론에서, 중력은, 힘이 아니라, 휘어진 시공간 기하의 결과로서, 여기서 곡률의 소스는 (예를 들면 물질을 나타내는)스트레스-에너지 텐서이다. 따라서, 별 주위를 공전하는 행성의 경로는 그 별 주위의 휘어진 4차원 시공간 기하의 측지선을 3차원 공간 상으로 투영한 경로다.

## 곡률 텐서
리만 곡률 텐서는 리만 다양체의 곡률을 결정한다. 따라서 일반 상대론에서 시공간의 휘어짐이 얼마인지를 수학적으로 표현해준다. 텐서의 축약(Contracting)은 3가지 다른 수학적 대상들을 생성한다:
1. 리만 곡률 텐서: Rρσμν : 메트릭 텐서의 미분으로부터 얻어질 수 있으며 공간의 곡률에 대한 대부분의 정보를 준다. 편평한 공간에서 이 텐서는 0이다.
2. 리치 텐서: Rσν : 단지 2개의 인데스들을 갖는 곡률 텐서에 대한 아인슈타인 이론에서의 필요로부터 나온다. 이것은 리만 곡률 텐서의 특정한 부분들을 평균함으로써 얻어진다.
3. 스칼라 곡률: R : 하나의 스칼라 값을 공간 내의 각 점에 대응하는 곡률의 가장 단순한 계량. 이는 리치 텐서를 평균함으로써 얻어진다.

리만 곡률 텐서는 공변 미분을 통해 표현될 수 있다.
아인슈타인 텐서 G 는 로런츠 다양체 상에 정의된 랭크-2 텐서이다. 무-인덱스 표기법에서, 이는 다음과 같이 정의된다:
{\displaystyle \mathbf {G} =\mathbf {R} -{\tfrac {1}{2}}\mathbf {g} R,}
여기서 R 은 리찌 텐서이고, g 는 메트릭 텐서이고, R 은 스칼라 곡률이다. 이러한 아인슈타인 텐서는 아인슈타인 장 방정식에 사용된다.

## 스트레스-에너지 텐서

스트레스-에너지 텐서의 반변 성분들.

스트레스-에너지 텐서 (가끔은, 스트레스-에너지-운동량 텐서 또는 에너지-운동량 텐서)는 시공간에서 에너지와 운동량의 밀도 및 다발(flux)를 기술하는, 그리고 뉴턴 물리학에서의 스트레스 텐서를 일반화시키는, 물리학에서의 텐서량이다. 이는 물질, 복사, 비중력적 힘장(non-gravitational force fields)의 특성이다. 질량 밀도가 뉴턴 중력 이론에서 그러한 장의 소스인 것처럼, 스트레스-에너지 텐서는 일반 상대론의 아인슈타인 장 방정식에서, 중력장의 소스이다.

## 아인슈타인 방정식
아인슈타인 장 방정식 또는 아인슈타인 방정식은, 중력이라는 근본적인 상호 작용을 물질과 에너지에 의해 휘어진 시공간의 결과로서 기술하는 아인슈타인의 일반 상대성 이론에서의 10개의 방정식들을 포함하는 방정식 세트이다. 텐서 방정식으로서 1915년에 아인슈타인에 의해 최초로 발표된 아인슈타인 장 방정식은 (아인슈타인 텐서에 의해 표현되는) 국소적 시공간 곡률을 (스트레스-에너지 텐서에 의해 표현되는) 그 시공간 내에서의 국소적 에너지 및 운동량과 동일시 한다.
아인슈타인 장 방정식은 다음과 같이 쓰여질 수 있다:
{\displaystyle G_{\mu \nu }={8\pi G \over c^{4}}T_{\mu \nu },}
여기서 Gμν 은 아인슈타인 텐서이고, Tμν 은 스트레스-에너지 텐서이다.
이 식은 (아인슈타인 텐서에 의해 표현되는) 공간의 곡률이 (스트레스-에너지 텐서에 의해 표현되는) 물질과 에너지의 존재에 직접 연결됨을 함축한다.

## 슈바르츠실트 해 그리고 블랙홀
아인슈타인의 일반 상대론에서, 슈바르츠실트 계량(또는 슈바르츠쉴트 진공 또는 슈바르츠쉴트 해)는 구형 질량 바깥의 중력장을 기술하는 아인슈타인 장 방정식에 대한 해이다(이때, 그러한 질량 물질의 전하량 및 각 운동량 그리고 우주 상수 등은 모두 0이라고 가정됨). 이 해는 천천히 회전하는 천체들(예를 들면, 지구와 태양을 포함하는 수 많은 별들 및 행성들)을 근사적으로 기술하는데 있어서 유용하다. 이 해(解)는 1916년에 포병장교로 1차 대전에 참전 중이던 천문학자 카를 슈바르츠실트에 의해 최초로 발견되었다. 그리고 몇 달 뒤 사망하였다.
버코프의 정리에 따르면, 슈바르츠실트 계량은 아인슈타인 장 방정식의 가장 일반적인, 구 대칭적 진공 해이다. 슈바르츠쉴트 블랙홀 또는 정적인 블랙홀은 전하 및 각 운동량이 없는 블랙홀이다. 슈바르츠쉴트 블랙홀은 슈바르츠실트 계량에 의해 기술된다. 그 질량에서의 차이를 제외하면, 슈바르츠쉴트 블랙홀들은 서로 구별될 수 없다.

## 커(Kerr) 해와 회전하는 블랙홀
1963년 뉴질랜드의 수학자 로이 커가 회전하는 블랙홀을 나타내는 아인슈타인 방정식 해를 구하였다. 이를 커 계량이라고 부른다. 회전으로 인해 원심력이 발생하여 사건의 지평선 바깥에 블랙홀의 영향이 미치는 작용권이라는 특이한 영역이 생긴다. 이런 블랙홀이 실제로 자연계에서 존재할 확률이 가장 높다고 보고 있다. 각 운동량 외에 전하까지 가진 경우는 커-뉴먼 계량이 된다.

## 같이 보기
- 일반상대론의 수학적 형식화
- 매끄러운 다양체
- 크리스토펠 기호
- 리만 기하학
- 리치 미적분학
- 미분기하학
- 미분기하학의 주제 목록
- 일반상대론
- 게이지 중력 이론
- 일반 공변 변환
- 로렌츠 변환의 유도

## 참고 문헌
- P. A. M. Dirac (1996). 《General Theory of Relativity》. Princeton University Press. ISBN 0-691-01146-X.
- Misner, Charles; Thorne, Kip S.; Wheeler, John Archibald (1973). 《Gravitation》. San Francisco: W. H. Freeman. ISBN 0-7167-0344-0.
- Landau, L. D.; Lifshitz, E. M. (1975). 《Classical Theory of Fields (Fourth Revised English Edition)》. Oxford: Pergamon. ISBN 0-08-018176-7.
- R. P. Feynman; F. B. Moringo; W. G. Wagner (1995). 《Feynman Lectures on Gravitation》. Addison-Wesley. ISBN 0-201-62734-5.
- Einstein, A. (1961). 《Relativity: The Special and General Theory》. New York: Crown. ISBN 0-517-02961-8.